# Anni 90 - Parte II
Anni 90 - Parte II è un film del 1993 diretto da Enrico Oldoini.
La pellicola è il sequel di Anni 90 del 1992, film diretto sempre da Enrico Oldoini e interpretato per buona parte dallo stesso cast.
Il film ricalca lo schema del suo predecessore: è infatti diviso in vari episodi, che prendono di mira i vizi e le manie che caratterizzavano gli italiani nei primi anni 1990.

## Trama

### Episodi

#### Il pentito
Tano è un tassista abusivo alla Stazione Centrale di Milano. Un giorno carica a bordo senza saperlo un potente e ricercato boss mafioso, motivo per cui viene scambiato anche lui per un membro di cosa nostra, arrestato e rinchiuso assieme ad altri sospettati in carcere. Il giorno dopo, durante l'ora d'aria, scopre che i pentiti di mafia godono di privilegi statali in cambio delle loro confessioni sicché, visti i suoi problemi di soldi, decide di dichiararsi colpevole, pur non avendo nulla a che fare con la malavita organizzata, e di essere disposto a rivelare al magistrato il nome del capo della mafia in cambio dei tanti privilegi concessi ai collaboratori di giustizia.
Il magistrato, un malato di protagonismo palesemente invidioso della notorietà del collega Antonio Di Pietro, e che per questo cerca lo scoop della vita, lo scarcera e gli versa di tasca propria 100 milioni di lire pur di avere la sua "confessione". Purtroppo per lui, Tano s'inventa che il capo della cupola mafiosa sarebbe nientemeno che il papa: così, quando invia un avviso di garanzia al pontefice, il magistrato viene arrestato a sua volta, comunque felice e contento visto che viene portato in carcere sotto l'occhio delle telecamere di tutte le televisioni.

#### Don Buro
Don Buro è un simpatico e ruspante sacerdote di campagna il quale cerca di riportare in paese Lola, la giovane figlia di un suo parrocchiano; quest'ultima è scappata in città, dove ha intrapreso la carriera di attrice pornografica. Il prete parte per la città e inizia le ricerche della ragazza, ma quando si presenta negli studi dove lei lavora, viene scambiato per un aspirante attore porno e mandato sul set, per fare il provino di un film in cui la sua partner sarà proprio Lola. A questo punto il prete decide di approfittare della situazione creatasi per parlare con la ragazza e le intima di scegliere: o tornare indietro al paese con lui o violare la verginità di don Buro. Inizialmente la ragazza non vuole rinunciare al suo nuovo lavoro, in cui si stava ben inserendo, ma alla fine si lascia convincere e torna a casa insieme al sacerdote.

#### Scherzi da prete
Un noto e permaloso giornalista di una televisione locale subisce per tutta la diretta gli scherzi dei tecnici, causando le sue ire e promettendo il loro licenziamento da parte del produttore. Si reca quindi da lui per parlargli, ma senza volerlo scopre la moglie di questi in atteggiamenti intimi col giardiniere, cosa che gli causano un forte imbarazzo. Proprio in quel momento scende il produttore, suo principale, mentre la moglie è in guêpière: scoperta dal marito, lei accuserà il giornalista di violenza e scatenerà le ire del produttore, prima che lui gli riveli che in realtà è solo vittima di una candid camera. Dopo la burla il cronista torna a casa e, stavolta, trova realmente sua moglie a letto con l'amante: ma non se la prende, credendo che gli stiano facendo un altro scherzo, salvo poi rendersi conto dell'amara realtà quando il cornificatore se ne va senza dir nulla.

#### Quando scappa scappa
Giuseppe Mambretti, un dirigente d'azienda milanese, una mattina si sveglia in ritardo rispetto al solito e suo malgrado non riesce a fare in tempo ad andare in bagno, perché deve portare le figlie in tempo a scuola. Appena fatto prova in un bar, ma arriva proprio nel momento in cui stavano per cambiare la toilette; quindi va in uno pubblico a pagamento, ma un altro tizio lo anticipa; tenta allora di espletare il suo bisogno in quelli del metrò, ma viene fermato da un maniaco. Arriva così trafelato in ufficio, ma pure i WC del luogo di lavoro sono occupati.
Sempre in ufficio, viene convocato in studio dal suo capo, il quale gli comunica che tutte le responsabilità delle evasioni fiscali commesse dell'azienda verranno addossate su di lui, cosa che lo porta a essere arrestato dalla Guardia di Finanza. Durante il tragitto verso il carcere, però, la volante ha un incidente: Giuseppe, ancora bisognoso di fare pipì, vede un orinatoio pubblico e gli si precipita incontro, credendo finalmente di potersi svuotare, ma proprio a causa dell'incidente un tir finisce fuori strada e investe in pieno l'orinatoio, uccidendolo. Una volta arrivato in Paradiso, Giuseppe incontra il suo angelo custode, il quale si palesa con le sembianze di Maurizio Costanzo, che finalmente gli permetterà di liberarsi sul suo capo, facendo piovere un vero e proprio nubifragio sopra di lui. Alla fine si scopre che il tutto è stato solo un brutto sogno, e che il povero Mambretti ha in realtà fatto la pipì a letto.

#### Luna di fiele
Continuano le avventure di Salvatore Laganà, giovane siciliano che vive a Milano e che passa le notti con gli amici nei night club alla ricerca di una donna. Una sera mentre torna a casa, dopo che tutte le ragazze della discoteca lo hanno respinto, incontra una misteriosa signora, bellissima e altolocata, che lo invita ad andare a casa sua. Una volta arrivati, al posto di voler fare l'amore con Salvatore, la donna lo prenderà a pugni e calci rivelandosi una sadica dominatrice. Tuttavia, la sera dopo Salvatore si vanterà con gli amici di aver dato lui calci e pugni alla donna, dato che lei lo aveva provocato con frustate e bastonate, affermando quindi che l'uomo è sempre superiore alla donna; dopo questa frase saranno proprio due donne in motorino a rubargli il borsello.

#### V.I.P.
Gino e Graziella hanno un bar a Ostia, sono degli accaniti lettori di giornali scandalistici e hanno una passione sfrenata per il gossip. Un giorno conoscono Alberto Castagna, capitato casualmente nel loro locale, che gli segnala un piccolo ristorante nel centro di Roma frequentato ogni sera da tanti VIP. Seguendo il consiglio, Gino e Graziella decidono di prenotare un tavolo al ristorante, dove hanno l'opportunità di cenare accanto ai più famosi personaggi della TV e dello spettacolo. Ma mentre se ne stanno andando arriva il colpo di scena: la famosa Sally Troumphet, in seguito a un litigio con l'altrettanto famoso fidanzato Roberto Torri, sale sulla loro macchina e va a casa con loro a Ostia per nascondersi. Ma una soffiata del portiere consente a Roberto di ritrovarla: ne nasce così una furiosa discussione che devasta la casa dei due coniugi, ma che nonostante tutto non scalfisce la loro passione per la cronaca rosa.

## Colonna sonora

### Tracce
1. Corona – The Rhythm Of The Night – 4:02
2. FPI Project – Disco This Way – 3:46
3. Black Machine – Get Funky – 3:14
4. Silvia Coleman – Allright (Remix) – 4:37
5. Neil Sedaka – Breaking Up Is Hard To Do – 2:12
6. Prezioso – Get On Up – 2:58
7. Names – I Love Your Body – 3:59
8. Ice MC – Take Away The Colour (Remix) – 4:02
9. Paul Anka – Put Your Head On My Shoulder – 2:38
10. Cappella – U Got 2 Let The Music – 4:18
11. DJ Miko – What's Up – 4:03
12. Regina Lee – Drop The Ancient Believes – 3:02
13. Bokaye' – A Uo' E – 3:27
14. Joy Salinas – No Guarantees – 3:49
15. JT Company – Wet – 3:08
16. Tender By Now – Funky City – 3:19
17. Ray Charles – I Can't Stop Loving You – 4:10
18. Paul & Paula – Hey Paula – 2:26

## Distribuzione
Il film è uscito nelle sale italiane il 17 dicembre 1993.